# Harccsoport
A harccsoport (brit megnevezése battlegroup, amerikai megfelelője a task force („csapásmérő kötelék” is lehet), a modern katonai, elsősorban NATO, terminológiában az alapvető és legkisebb csapásmérő ereje egy hadsereg harcoló alakulatainak. Áll elsősorban egy gyalogsági zászlóaljból, vagy páncélozott ezredből, melyet egy alezredes vezényel. A zászlóalj, vagy ezred vezetési törzse úgyszintén szerepel a harccsoport vezetésében, harcrendjük páncélos, gyalogsági, tűztámogató és ellátó egységek, alegységek összegéséből áll, jellemzően a kitűzött feladatok végrehajtásához szükséges számban és arányban. Általában ideiglenes jelleggel.
A harccsoport szervezeti rendje nagyban rugalmas és gyorsan újraszervezhető a megváltozott harchelyzetekhez igazodóan. Tipikusan egy támadó harccsoport egy páncélozott ezred köré csoportosul, két századnyi harckocsival és az őket támogató gyalogos századokkal, nagy mozgékonyságot és tűzerőt biztosító páncélozott járművekkel. Egy védekező harccsoport inkább egy gyalogos zászlóalj köré szerveződik, amely két gyalogos századból és egy páncélozott századból tevődik össze, melyeket egy felderítő alegység, egy kis hatómagasságú légtérvédelmi különítmény (csöves és rakétás), páncéltörő- és hídász-műszaki, valamint tüzérségi támogatást biztosító alegység támogat.
A harccsoportok tovább bonthatóak századszintű csoportokra, melyet az amerikai hadsereg „team”-eknek nevez. Ezek egy gyalogos század köré csoportosuló több támogató alegységből – például harckocsi alegység – állnak.
Zászlóalj-harccsoport a Magyar Honvédség harcrendjében is megtalálható, az első ilyen a NATO részére lett felajánlva mint gyorsan reagáló műveleti erő.
Az amerikai tengerészgyalogság terminológiájában és harcrendjében megtalálható az úgynevezett ezred-harccsoport (Regimental combat team, RCT) is. Az amerikai hadseregben hadrendbe állított Stryker lövészszállító járművekből szintén harccsoportokat szerveztek Stryker Combat Team néven, amik az amerikai hadsereg dandár-harccsoportjainak önállóan is tevékenykedni képes alakulatai.

## Fordítás
- Ez a szócikk részben vagy egészben  a   Battlegroup (army) című angol Wikipédia-szócikk ezen változatának fordításán alapul.  Az eredeti cikk szerkesztőit annak laptörténete sorolja fel. Ez a jelzés csupán a megfogalmazás eredetét és a szerzői jogokat jelzi, nem szolgál a cikkben szereplő információk forrásmegjelöléseként.